# Bảo tàng Khu vực ở Pińczów
Bảo tàng Khu vực ở Pińczów (tiếng Ba Lan: Muzeum Regionalne w Pińczowie) là một bảo tàng tọa lạc tại số 2a Phố Piłsudskiego, Pińczów, Ba Lan.

## Lược sử hình thành
Bảo tàng Khu vực ở Pińczów được thành lập vào năm 1963 và chính thức mở cửa đón công chúng tham quan triển lãm từ năm 1970. Từ khi thành lập đến nay, Bảo tàng được đặt trong các tòa nhà của quần thể tu viện của các cha Dòng Phao-lô. Bảo tàng hiện chiếm một phần cánh tây, cánh bắc và cánh đông của tầng trệt, và chiếm lối vào các hầm được thiết kế theo kiểu Gothic của khu phức hợp.

## Triển lãm
Bộ sưu tập của Bảo tàng Khu vực ở Pińczów hiện đang bao gồm các triển lãm: khảo cổ học (các công cụ, vũ khí và đồ trang trí từ các cuộc khai quật), lịch sử (thể hiện lịch sử của thành phố từ thế kỷ 15 đến Chiến tranh thế giới thứ hai), tiểu sử (hiện vật và kỷ vật liên quan đến Adolf Dygasiński), phòng trưng bày những người nổi tiếng gắn liền với thành phố, và các thứ khác.
Bảo tàng Khu vực cũng trông coi các địa danh sau ở Pińczów:
- Giáo đường Do Thái cổ
- Lapidarium (nơi mà bia đá và các mảnh vỡ của tâm khảo cổ được trưng bày) tại nghĩa trang giáo xứ ở Pińczów, bao gồm các bia mộ từ thế kỷ 19 (lâu đời nhất có niên đại năm 1803)

## Giờ mở cửa
Bảo tàng Khu vực ở Pińczów hoạt động quanh năm, mở cửa tất cả các ngày trong tuần trừ thứ Hai. Khách tham quan phải trả phí vào cửa, riêng thứ Ba được vào cửa miễn phí nhưng không miễn phí đối với Giáo đường Do Thái.